# 膣痙攣
膣痙攣（ちつけいれん）もしくは陰茎捕捉（いんけいほそく、英語: Penis Captivus）とは、症候の一つであり、女性の膣が不随意な収縮を起こして挿入されている男性の性器が抜けなくなるものとされる。膣痙と類似しているが、膣痙攣は特に性交中に発生し陰茎が脱去不能になることが強調される点で異なる。膣痙が国際疾病分類に記載された病名であるのに対し、膣痙攣は後述する症例報告の経緯から現在では架空のものとされており、1979年にこの症状について情報を収集したクレープル・テイラーは、少なくとも過去100年にわたって信頼できる症例報告は存在しないと結論づけている。

## 概要
ジェームズ・リッチーによれば、この症状が公に記されたのは、1729年にマルティン・シューリヒによるものが最初である。膣痙攣の特徴は、突然の外発的な刺激や、精神的な動揺により女性の膣が不随意な収縮を起こして挿入されている男性の性器が抜けなくなるものとされる。
これらの症状は医学的には長らく関心を集めることはなかったが、1979年にクレープル・テイラーはブリティッシュ・メディカル・ジャーナルに投稿した論文で詳細な調査と検討を行った。過去報告された症例がいずれも信憑性に乏しいこと、また膣収縮筋には陰茎を保持するほどの筋力がないこと、膣痙攣が発生した場合極めて稀な現象であると考えられることから「少なくとも過去100年にわたって膣痙攣の症例は存在しなかった。もし入院を必要とするような膣痙攣の症例があったとしたら、それは可能な限り詳細かつ熱心に医学雑誌に報告されていただろう」と結論した。
ブレンダン・マスグレーヴはこの論文に対する公開書簡として、当時から数えて約30年前の1947年に、ある患者に膣痙攣が発生し陰茎が抜けなくなったのを目撃した旨を記しており、ここには「カップルと思しき男女が一台のストレッチャーに乗せられて救急科に搬送されるのを目撃した。女性に麻酔を投与してようやく抜去に成功した」とある。

## フィクションでの描写
この症状は現在でもある程度の民間知名度があることから、一部のフィクション作品においては、性交中に膣痙攣が発生し、陰茎が抜けなくなるなどの描写がされることがある。フィクションでは長時間にわたって抜けなくなり、注射を打つと抜ける描写をされている場合と何らかの作中イベントにより解消する場合がある。

### 登場作品
- げっちゅー♥ 10巻でヒロインが膣痙攣をおこして合体したまま街中を歩く
- スウィート・ムービー エッフェル塔の上で性行為を行い膣痙攣を起こして抜けなくなるシーンがある。
- カートラブル カーセックス中に膣痙攣を起こして抜けなくなるシーンがある。
- プレイヤー ベルナールの挿話で結合したまま外れなくなってしまった情けない夫の姿が描かれている。
- みんなあげちゃう - 膣痙攣で抜けなくなり病院へ行くことに。結合した状態で町中を歩いていく過程がコミカルに描かれる。結局、医師が女性の臀部に鎮痙剤を注射して膣が緩まり解決する。
- クライング フリー セックス - 抜けなくなったまま秘密組織と戦う捜査員の活躍を描いた短編映画
- 新宿野戦病院 - カーセックス中に抜けなくなり、ちょうど抜けない科を新設しようかと冗談話をしていたまごころ病院に搬送される。
- 笑ゥせぇるすまん 「手切れ屋」 - 愛人と二度と会わないこと、会ったら *離れられなくなる* から、と喪黒福造に念を押されていたタレントの坊田進一が、喪黒との約束を破って会った愛人との性交中「離れられなく」なり、抱き合ったまま救急車で搬送されていくシーンで終わる。

## 他の動物
獣医学の分野で犬やミナミオットセイなど性行為時に陰茎が抜けるのを防ぐための亀頭球を持つ動物では陰茎が抜けなくなる疾患が存在するが、人間には亀頭球が存在しないので起こりえない。これはオスの側で起きる現象で膣による物ではない。